# Гриднева, Алина Сергеевна
Алина Сергеевна Гри́днева (род. 2 марта 1992 года) — российская фристайлистка, выступающая в лыжной акробатике. Победитель этапа Кубка мира.

## Карьера
На международных стартах в составе сборной России Алина Гриднева дебютировала в 2010 году. Через год она выиграла первенство России в Красноярске и в начале 2012 года дебютировала в Кубке мира на этапе в Лейк-Плэсиде, где замкнула десятку сильнейших. В конце того же сезона стала восьмой в Минске, впервые пробившись в десятку сильнейших.
В 2012 году завоевала серебро чемпионата России. Через год дебютировала на чемпионате мира, где заняла 13-е место. Несмотря на полученную олимпийскую лицензию Гриднева не смогла выступить на домашней Олимпиаде в Сочи из-за череды травм. 
К соревнованиям Гриднева вернулась лишь в сезоне 2015/16. На первом этапе в Пекине она пробилась в решающий финал, где заняла пятое место. В феврале 2016 года на московском этапе Алина одержала неожиданную победу: прыгая первой в финале она смогла набрать 77.43 балла, а её основные соперницы серьёзно ошиблись. По итогам сезона Гриднева замкнула тройку лучших в зачёте акробатики.

## Победы на этапах Кубка мира
По состоянию на 16 марта 2016 года
| Сезон   | Дата        | Место проведения |
| ------- | ----------- | ---------------- |
| 2015/16 | 13 Фев 2016 | Москва           |